# La Voivre (Vosges)
La Voivre és un municipi francès, situat al departament dels Vosges i a la regió del Gran Est. L'any 2007 tenia 753 habitants.

## Demografia

### Població
El 2007 la població de fet de La Voivre era de 753 persones. Hi havia 288 famílies, de les quals 52 eren unipersonals (24 homes vivint sols i 28 dones vivint soles), 112 parelles sense fills, 120 parelles amb fills i 4 famílies monoparentals amb fills.
La població ha evolucionat segons el següent gràfic:
Habitants censats

### Habitatges
El 2007 hi havia 306 habitatges, 291 eren l'habitatge principal de la família, 6 eren segones residències i 9 estaven desocupats. 277 eren cases i 28 eren apartaments. Dels 291 habitatges principals, 254 estaven ocupats pels seus propietaris, 33 estaven llogats i ocupats pels llogaters i 4 estaven cedits a títol gratuït; 3 tenien dues cambres, 25 en tenien tres, 46 en tenien quatre i 217 en tenien cinc o més. 261 habitatges disposaven pel capbaix d'una plaça de pàrquing. A 99 habitatges hi havia un automòbil i a 172 n'hi havia dos o més.

### Piràmide de població
La piràmide de població per edats i sexe el 2009 era:
| Homes | Edats   | Dones |
| ----- | ------- | ----- |
| 0     | 95 o +  | 0     |
| 0     | 90 a 94 | 0     |
| 4     | 85 a 89 | 0     |
| 4     | 80 a 84 | 0     |
| 8     | 75 a 79 | 28    |
| 16    | 70 a 74 | 20    |
| 12    | 65 a 69 | 16    |
| 24    | 60 a 64 | 4     |
| 24    | 55 a 59 | 32    |
| 24    | 50 a 54 | 32    |
| 16    | 45 a 49 | 36    |
| 24    | 40 a 44 | 12    |
| 16    | 35 a 39 | 20    |
| 32    | 30 a 34 | 32    |
| 0     | 25 a 29 | 16    |
| 8     | 20 a 24 | 0     |
| 16    | 15 a 19 | 32    |
| 32    | 10 a 14 | 24    |
| 28    | 5 a 9   | 28    |
| 16    | 0 a 4   | 12    |

## Economia
El 2007 la població en edat de treballar era de 464 persones, 331 eren actives i 133 eren inactives. De les 331 persones actives 305 estaven ocupades (165 homes i 140 dones) i 26 estaven aturades (16 homes i 10 dones). De les 133 persones inactives 62 estaven jubilades, 35 estaven estudiant i 36 estaven classificades com a «altres inactius».

### Ingressos
El 2009 a La Voivre hi havia 294 unitats fiscals que integraven 744 persones, la mediana anual d'ingressos fiscals per persona era de 20.430 €.

### Activitats econòmiques
Dels 25 establiments que hi havia el 2007, 3 eren d'empreses de fabricació d'altres productes industrials, 7 d'empreses de construcció, 5 d'empreses de comerç i reparació d'automòbils, 3 d'empreses de transport, 1 d'una empresa d'informació i comunicació, 1 d'una empresa immobiliària i 5 d'empreses de serveis.
Dels 7 establiments de servei als particulars que hi havia el 2009, 1 era un taller de reparació d'automòbils i de material agrícola, 3 paletes, 2 guixaires pintors i 1 fusteria.
L'únic establiment comercial que hi havia el 2009 era una carnisseria.
L'any 2000 a La Voivre hi havia 6 explotacions agrícoles.

## Equipaments sanitaris i escolars
El 2009 hi havia 1 escola maternal i 1 escola elemental.

## Poblacions més properes
El següent diagrama mostra les poblacions més properes.